# Mary Elizabeth Winstead
Mary Elizabeth Winstead (Rocky Mount, 28 novembre 1984) è un'attrice statunitense.
È nota per aver interpretato Ramona Flowers in Scott Pilgrim vs. the World; Nikki Swango nella terza stagione della serie televisiva Fargo; la supereroina dell'universo DC Comics Helena Bertinelli/Cacciatrice nell'ottavo film del DC Extended Universe Birds of Prey e la fantasmagorica rinascita di Harley Quinn; la twi'lek Hera Syndulla nella miniserie dell'universo di Guerre stellari Ahsoka.

## Biografia

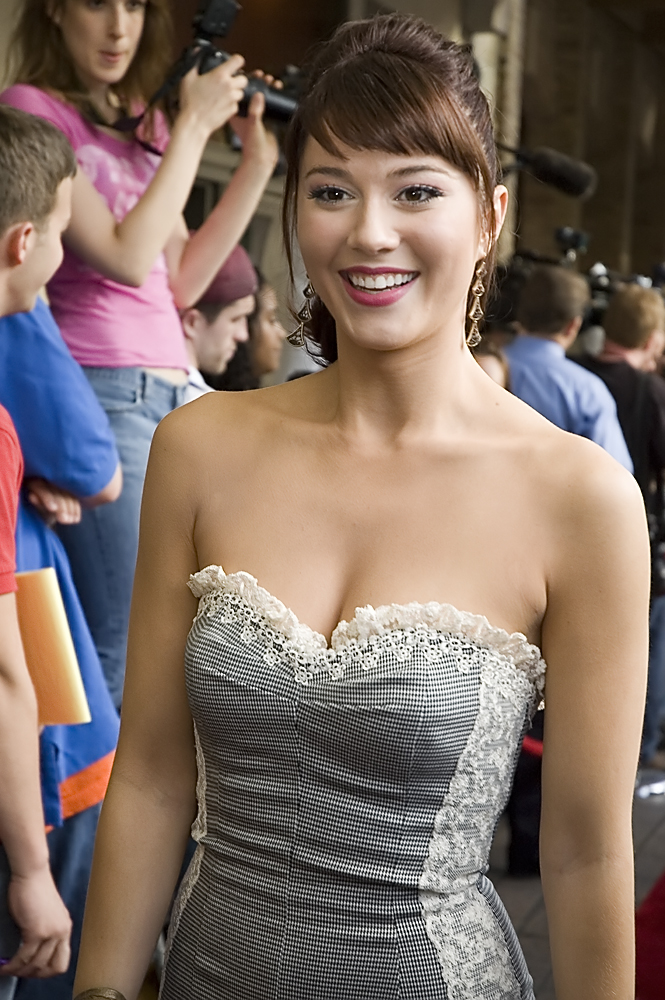
Mary Elizabeth Winstead nel 2007

Nata da Betty Lou Knight e James Ronald Winstead, è la più giovane di cinque figli. Suo nonno era un cugino dell'attrice Ava Gardner. Dopo aver passato l'infanzia tra Salt Lake City, nello Utah, e il nativo North Carolina, si appassiona di ballo e recitazione, andando a studiare alla Joffrey Ballet School di New York.
Dopo aver lavorato a teatro, sulla scena di Broadway, esordisce prendendo parte alla serie televisiva Il tocco di un angelo, cui seguono Wolf Lake e Tru Calling. Nel 2005, dopo aver impersonato da giovane il personaggio interpretato da Sissy Spacek in The Ring 2, ottiene il suo primo ruolo di rilievo nel film commedia della Walt Disney Productions Sky High - Scuola di superpoteri del 2005. Nel corso dell'anno seguente, compare nel film horror Final Destination 3; prende parte al biopic sulla morte del senatore Robert Kennedy Bobby ed è di nuovo in un horror, Black Christmas.  Sempre nel 2006 interpreta l'attrice Ingrid Superstar, nel biopic di Edie Sedgwick diretto da George Hickenlooper sulla Factory di Andy Warhol, Factory Girl.
Nel 2007 partecipa al film Grindhouse - A prova di morte, diretto da Quentin Tarantino, e, nel medesimo anno, interpreta il ruolo di Lucy McClane, figlia del protagonista Bruce Willis, in Die Hard - Vivere o morire, saga in cui ritornerà nuovamente nel 2013, nel film Die Hard - Un buon giorno per morire. Nel 2008 è protagonista del dancing-movie Ballare per un sogno.
Nel 2010 partecipa al film Scott Pilgrim vs. the World, film tratto dal fumetto Scott Pilgrim, in cui interpreta il personaggio di Ramona Flowers. L'anno successivo recita nel fantahorror La cosa (2011), prequel dell'omonimo film di John Carpenter del 1982. Nel 2012 recita accanto ad Aaron Paul nel film indipendente Smashed, che affronta il tema dell'alcolismo. Nel 2013 fonda il duo indie/trip hop Got a Girl con il produttore discografico Dan the Automator. Nel 2016 recita nel fantahorror 10 Cloverfield Lane. Nel 2017 partecipa nella terza stagione di Fargo, al fianco di Ewan McGregor, che diviene suo compagno. Nel 2020 ottiene il ruolo di Helena Bertinelli/Cacciatrice nel film del DC Extended Universe Birds of Prey e la fantasmagorica rinascita di Harley Quinn, diretta da Cathy Yan.
Nel 2023 interpreta il personaggio di Hera Syndulla in versione live action nella miniserie televisiva Ahsoka e riprende il ruolo di Ramona Flowers, prestando la voce alla sua controparte animata nella serie animata Scott Pilgrim - La serie (Scott Pilgrim Takes Off). Sempre nel 2023 torna a recitare con il marito nella serie tv Un gentiluomo a Mosca.

## Vita privata
Nel 2010 sposa il regista Riley Stearns. Il matrimonio ha termine nel 2017, quando inizia la relazione con l'attore Ewan McGregor (sposato poi nel 2022), conosciuto sul set di Fargo, da cui, il 26 giugno 2021, ha il figlio Laurie McGregor, divenendo madre per la prima volta (mentre McGregor diviene padre per la quinta volta).

## Filmografia

### Attrice

#### Cinema
- The Long Road Home, regia di Craig Clyde (1999)
- The Ring 2 (The Ring Two), regia di Hideo Nakata (2005)
- Checking Out, regia di Jeff Hare (2005)
- Sky High - Scuola di superpoteri (Sky High), regia di Mike Mitchell (2005)
- Final Destination 3, regia di James Wong (2006)
- Bobby, regia di Emilio Estevez (2006)
- Black Christmas - Un Natale rosso sangue (Black Christmas), regia di Glen Morgan (2006)
- Factory Girl, regia di George Hickenlooper (2006)
- Grindhouse - A prova di morte (Death Proof), regia di Quentin Tarantino (2007)
- Die Hard - Vivere o morire (Live Free or Die Hard), regia di Len Wiseman (2007)
- Live Free or Die Hard Gag Reel - cortometraggio direct-to-video (2007)
- Ballare per un sogno (Make It Happen), regia di Darren Grant (2008)
- Scott Pilgrim vs. the World, regia di Edgar Wright (2010) - Ramona Flowers
- La cosa (The Thing), regia di Matthijs van Heijningen Jr. (2011)
- Magnificat, regia di Riley Stearns - cortometraggio (2011)
- Smashed, regia di James Ponsoldt (2012)
- Funny Joke from a Beautiful Woman - cortometraggio direct-to-video (2011)
- La leggenda del cacciatore di vampiri (Abraham Lincoln: Vampire Hunter), regia di Timur Bekmambetov (2012)
- A Glimpse Inside the Mind of Charles Swan III, regia di Roman Coppola (2012)
- Casque, regia di Riley Stearns - cortometraggio (2012)
- The Spectacular Now, regia di James Ponsoldt (2013)
- A.C.O.D. - Adulti complessati originati da divorzio (A.C.O.D.), regia di Stu Zicherman (2013)
- Die Hard - Un buon giorno per morire (A Good Day to Die Hard), regia di John Moore (2013)
- Faults, regia di Riley Stearns (2014)
- Aspettando Alex (Alex of Venice), regia di Chris Messina (2014)
- La regola del gioco (Kill the Messenger), regia di Michael Cuesta (2014)
- Swiss Army Man - Un amico multiuso (Swiss Army Man), regia di Daniel Kwan e Daniel Scheinert (2016)
- The Hollars, regia di John Krasinski (2016)
- 10 Cloverfield Lane, regia di Dan Trachtenberg (2016)
- So It Goes, regia di Justin Carlton - cortometraggio (2016)
- Tutto su Nina (All About Nina), regia di Eva Vives (2018)
- Un'improbabile amicizia (The Parts You Lose), regia di Christopher Cantwell (2019)
- Gemini Man, regia di Ang Lee (2019)
- Birds of Prey e la fantasmagorica rinascita di Harley Quinn (Birds of Prey and the Fantabulous Emancipation of One Harley Quinn), regia di Cathy Yan (2020) - Helena Bertinelli/Cacciatrice
- Scott Pilgrim vs. the World Water Crisis, regia di Michael Bacall e Bryan Lee O'Malley - direct-to-video (2020)
- Kate, regia di Cedric Nicolas-Troyan (2021)

#### Televisione
- Il tocco di un angelo (Touched by an Angel) – serie TV, episodio 3x29 (1997)
- Terra promessa (Promised Land) – serie TV, episodi 2x12-3x06 (1998)
- The Long Road Home, regia di Craig Clyde – film TV (1999)
- Passions – soap opera, 89 episodi (1999-2000)
- Father Can't Cope, regia di Brian Levant - film TV (2000)
- Wolf Lake – serie TV, 10 episodi (2001-2002)
- Then Came Jones - film TV (2003)
- Tru Calling – serie TV, episodio 1x08 (2004)
- Monster Island, regia di Jack Perez – film TV (2004)
- The Beauty Inside – miniserie TV, 5 episodi (2012)
- The Returned - serie TV, 10 episodi (2015)
- Exposed, regia di Patty Jenkins - film TV (2015)
- BrainDead - Alieni a Washington (BrainDead) – serie TV, 13 episodi (2016)
- Mercy Street - serie TV, 10 episodi (2016-2017)
- Fargo – serie TV, 10 episodi (2017)
- Love, Death & Robots – serie TV, episodio 1x03 (2019)
- Ahsoka – serie TV, 8 episodi (2023)
- Un gentiluomo a Mosca (A Gentleman In Moscow) – serie TV, 8 puntate (2024)

#### Videoclip
- Brie Larson Black Sheep (2010)
- Got a Girl Did We Live Too Fast, regia di Hope Larson (2014)

### Doppiatrice

#### Cinema
- Cost of Living, regia di BenDavid Grabinski - cortometraggio (2011) - Voce del computer

#### Televisione
- Brad Neely's Harg Nallin' Sclopio Peepio - serie animata, episodio 1x01 (2016)
- Danger & Eggs - serie animata, episodio 1x12 (2017)
- Scott Pilgrim - La serie (Scott Pilgrim Takes Off) - serie animata, 8 episodi (2023) - Ramona Flowers

#### Videogiochi
- Stranger of Paradise: Final Fantasy Origin (2022)

### Produttrice

#### Cinema
- Magnificat, regia di Riley Stearns - cortometraggio (2011)
- The Cub, regia di Riley Stearns - cortometraggio (2013)
- Faults, regia di Riley Stearns (2014)

## Discografia

### Solista
Partecipazioni
- 2013 - Deltron 3030 City Rising From The Ashes, voce nel brano The Agony
- 2016 - Honus Honus Use Your Delusion , fischietti nei brani Vampires In The Valley, Midnight Caller, Will You?, Santa Monica e Raspberry
- 2017 - Portugal. The Man Woodstock, voce nel brano Noise Pollution (Version A, Vocal Up Mix 1.3)

### Con i Got a Girl
Album in studio
- 2014 - I Love You But I Must Drive Off This Cliff Now

Singoli
- 2014 - Did We Live Too Fast

## Doppiatrici italiane
Nelle versioni in italiano dei suoi film, Mary Elizabeth Winstead è stata doppiata da:
- Myriam Catania in Monster Island, Sky High - Scuola di superpoteri, Scott Pilgrim vs. the World, La cosa, The Spectacular Now, The Returned, Scott Pilgrim - La serie
- Francesca Manicone in Grindhouse - A prova di morte, La leggenda del cacciatore di vampiri, A.C.O.D. - Adulti complessati originati da divorzio, Fargo
- Chiara Gioncardi in La regola del gioco, BrainDead - Alieni a Washington, Birds of Prey e la fantasmagorica rinascita di Harley Quinn, Un gentiluomo a Mosca
- Domitilla D'Amico in Die Hard - Vivere o morire, Die Hard - Un buon giorno per morire, Un'improbabile amicizia
- Letizia Scifoni in Bobby, 10 Cloverfield Lane
- Federica De Bortoli in Ballare per un sogno
- Alessia Amendola in Final Destination 3
- Ilaria Latini in Tru Calling
- Paola Valentini in Black Christmas - Un Natale rosso sangue
- Perla Liberatori in Factory Girl
- Valentina Mari in Smashed
- Giorgia Locuratolo in Swiss Army Man
- Daniela Calò in Love, Death & Robots
- Gemma Donati in Gemini Man
- Valentina Favazza in Kate
- Eleonora Reti in Ahsoka